# تصوير وثائقي

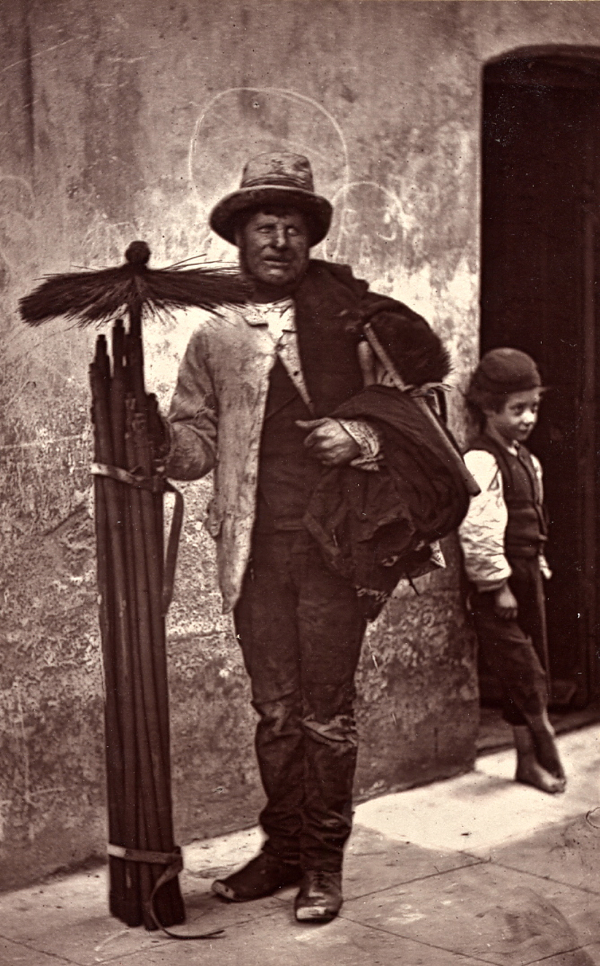

التصوير الضوئي الوثائقي يشير إلى مجال التصوير الفوتوغرافي التي تستخدم فيها الصور والوثائق التاريخية بدلاً من التصوير الفني أو التصوير للمتعة الجمالية والتصوير الفوتوغرافي والوثائقي غالبا ما تستخدم للتحريض على التغيير السياسي والاجتماعي بسبب قدرته على التقاط حقيقية طبيعة لعكس حياة الواقع، بمعنى ابسط فان هذه المدرسة من التصوير تستخدم الصور وأدلة موثقة عن حالة معينة من الحياة التي نعيشها ولا نراها .

## رواد التصوير الوثائقي
هايني لويس وجيمس فان وبول ستراند